# Stor-Vitträsktjärnen
Stor-Vitträsktjärnen är en sjö i Bodens kommun i Norrbotten och ingår i Råneälvens huvudavrinningsområde. Sjön har en area på 0,0612 kvadratkilometer och ligger 74,2 meter över havet.

## Delavrinningsområde
Stor-Vitträsktjärnen ingår i det delavrinningsområde (734540-176865) som SMHI kallar för Mynnar i Överstbyträsket. Medelhöjden är 65 meter över havet och ytan är 3,89 kvadratkilometer. Det finns ett avrinningsområde uppströms, och räknas det in blir den ackumulerade arean 6,71 kvadratkilometer. Vattendraget som avvattnar avrinningsområdet har biflödesordning 2, vilket innebär att vattnet flödar genom totalt 2 vattendrag innan det når havet efter 50 kilometer. Avrinningsområdet består mestadels av skog (81 procent). Avrinningsområdet har 0,06 kvadratkilometer vattenytor vilket ger det en sjöprocent på 1,6 procent.